# Ayuntamiento de Yakarta
El Ayuntamiento de Yakarta (en indonesio: Balai Kota DKI Jakarta) es la sede del gobierno de la ciudad de Yakarta. El complejo contiene la oficina oficial del gobernador y el vicegobernador de Yakarta, y la oficina administrativa principal. El ayuntamiento de Yakarta está ubicado al sur de la plaza Merdeka.

## Edificio complejo

### Oficina del gobernador de Yakarta
El edificio es la oficina del gobernador de Yakarta. Construido a principios del siglo XIX, es el edificio más antiguo del complejo del Ayuntamiento de Yakarta. Originalmente se utilizó como oficina y residencia del Residente de Java Occidental. La oficina del gobernador de Yakarta es una estructura típica del estilo del Imperio de las Indias, con proporciones clásicas simétricas e hileras de columnas de orden toscano en su elevación frontal.

### Edificio G
Construido en 1972 como modelo de rascacielos ideales en Yakarta.

## Historia

### Período colonial holandés

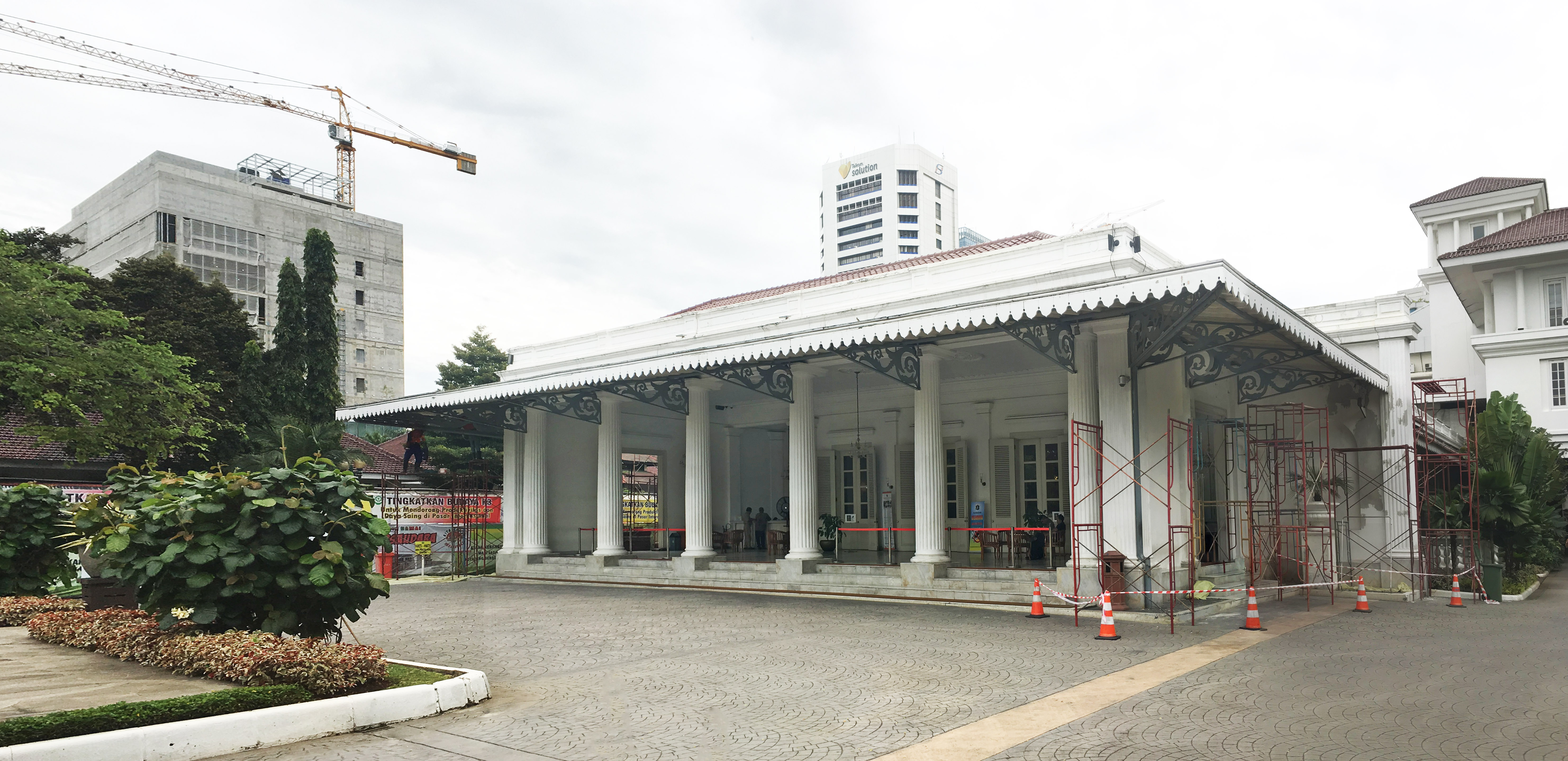
La oficina del gobernador de Yakarta del dentro del complejo del ayuntamiento de Yakarta se utilizó originalmente como oficina y residencia del residente de Java Occidental.

El primer ayuntamiento de Yakarta se construyó el 4 de marzo de 1621 mientras se desarrollaba la ciudad de Batavia. Este ayuntamiento, que se ha convertido en el Museo de Historia de Yakarta, fue el centro administrativo original de Batavia.
El 1 de abril de 1905, el Gemeente Batavia (Ayuntamiento de Batavia) se formó para permitir una mayor autonomía en la gestión de la capital colonial. Inicialmente, el consejo todavía operaba desde el antiguo ayuntamiento en el casco antiguo. El crecimiento de Batavia hacia el área sur de Weltevreden obligó a muchos edificios gubernamentales a trasladar su dirección al sur, incluido el ayuntamiento. En 1913, el consejo se trasladó a Tanah Abang West (ahora Jalan Abdul Muis no. 35). En 1919, el consejo se trasladó nuevamente al edificio actual en Koningsplein Zuid (ahora Jalan Medan Merdeka Selatan no. 8-9). En ese momento, el edificio no. 8 se utilizó para la oficina y residencia del Residente de West Java, mientras que el edificio no. 9 fue el Gemeentehuis Batavia y la residencia oficial del Burgomaestre. Edificio número. 9 se convirtió completamente en un ayuntamiento cuando la residencia oficial del Burgemeester se trasladó a un nuevo edificio cerca de Bisschopplein (ahora Taman Suropati ), ubicado en Jalan Suropati 7.
El 1 de octubre de 1926, Gemeentehuis Batavia se convirtió en Stad Gemeentehuis Batavia.

### Ocupación japonesa y Revolución Nacional
Durante la Segunda Guerra Mundial, el edificio se utilizó como oficina de la Jakarta Special City (ジャカルタ特別市 Jakaruta tokubetsu-shi?). Después de la independencia, el nombre del edificio se convirtió en Balai Agung Pemerintahan Nasional Kota Djakarta (Gran Salón de la Administración Nacional de la Ciudad de Yakarta), con Suwiryo como su primer alcalde nativo. Desde entonces, la administración de Yakarta ha seguido teniendo su sede en el mismo edificio.
El 21 de julio de 1947, la nueva administración de Yakarta no pudo operar cuando Suwiryo y el nuevo gobierno de Yakarta fueron expulsados de la oficina por el gobierno holandés, que en ese momento no había reconocido la declaración de independencia del 17 de agosto de 1945. El 9 de marzo de 1948, el gobierno holandés formó una gobernación prefederal para reemplazar al gobierno anterior y convirtió a Yakarta en la capital del país. El nombre se cambió de nuevo a Stad Gemeente Djakarta y permaneció así hasta el reconocimiento de la independencia de Indonesia el 27 de diciembre de 1949 por parte del Imperio holandés.

### Revolución posnacional
El 31 de marzo de 1950, Soewirjo fue reelegido alcalde de Kotapradja Djakarta (municipio de Yakarta). Alrededor de 1954, el ayuntamiento se amplió para incluir el edificio núm. 8, por lo que ahora el Ayuntamiento de Yakarta ocupa dos parcelas edificables. El edificio de oficinas del Alto Comisionado del Reino de los Países Bajos, que estaba ubicado junto al Ayuntamiento de Yakarta, también se utilizó como oficinas gubernamentales para el Consejo de Representantes Regionales de Asistencia Mutua (Dewan Perwakilan Rakyat Daerah Gotong Rojong). Luego, la oficina del Alto Comisionado del Reino de los Países Bajos se trasladó a Jalan Medan Merdeka Barat.

### Próximo desarrollo

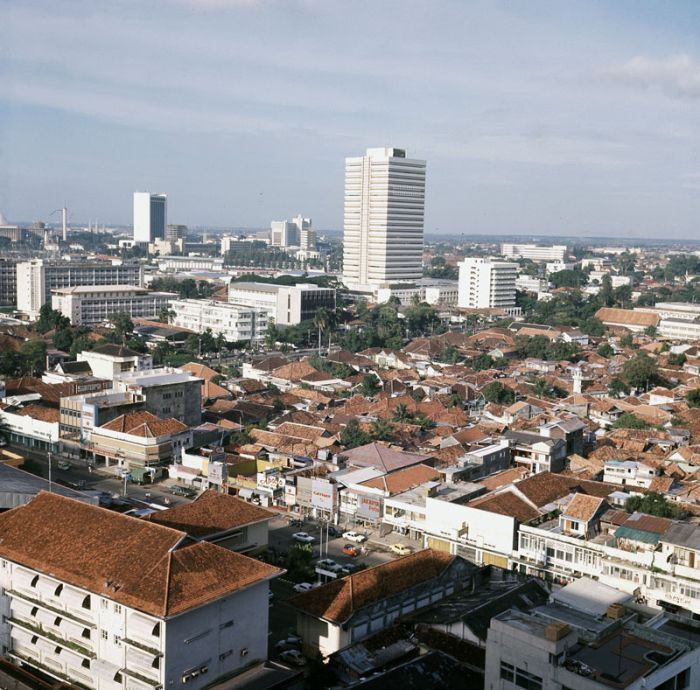
El Edificio G de 24 pisos se cierne en el centro de esta fotografía de la década de 1980. El edificio se construyó por primera vez en 1972 como proyecto piloto para otros proyectos de edificios de gran altura en Yakarta.

A partir de 1960, Yakarta estuvo encabezada por un gobernador después de que su estado fuera elevado de municipio ( kota pradja Djakarta Raja) a provincia (Daerah Chusus Ibu Kota (DCI) Djakarta). En 1964, Yakarta se convirtió oficialmente en la capital de Indonesia. El gobernador siguió siendo designado por el presidente hasta 2007, cuando se llevaron a cabo las primeras elecciones de gobernadores en toda la ciudad junto con las elecciones legislativas habituales.
En 1969, el Ayuntamiento de Yakarta se expandió, con la construcción del Edificio C (Balai Agung) y el edificio F de 4 pisos.
En 1972, el gobierno de DCI Djakarta cambió su nombre a Daerah Khusus Ibu Kota (DKI) Yakarta luego de la implementación del Sistema mejorado de ortografía de Indonesia. En el mismo año, el antiguo edificio colonial ubicado en la parcela 9 fue demolido para dar paso al Edificio G de 24 pisos. La construcción de este edificio pretendía ser un proyecto piloto para otros rascacielos en Yakarta y una referencia para establecer nuevas regulaciones. en los rascacielos de la ciudad. En el mismo año, el complejo del Ayuntamiento se amplió hacia Jalan Kebon Sirih, con la construcción del edificio H. Posteriormente, se establecieron nuevos edificios en el complejo, que ahora incluye el Edificio D y el Edificio F. En 1982, el DPRD DKI El edificio fue construido en Jalan Kebon Sirih.

## Presente

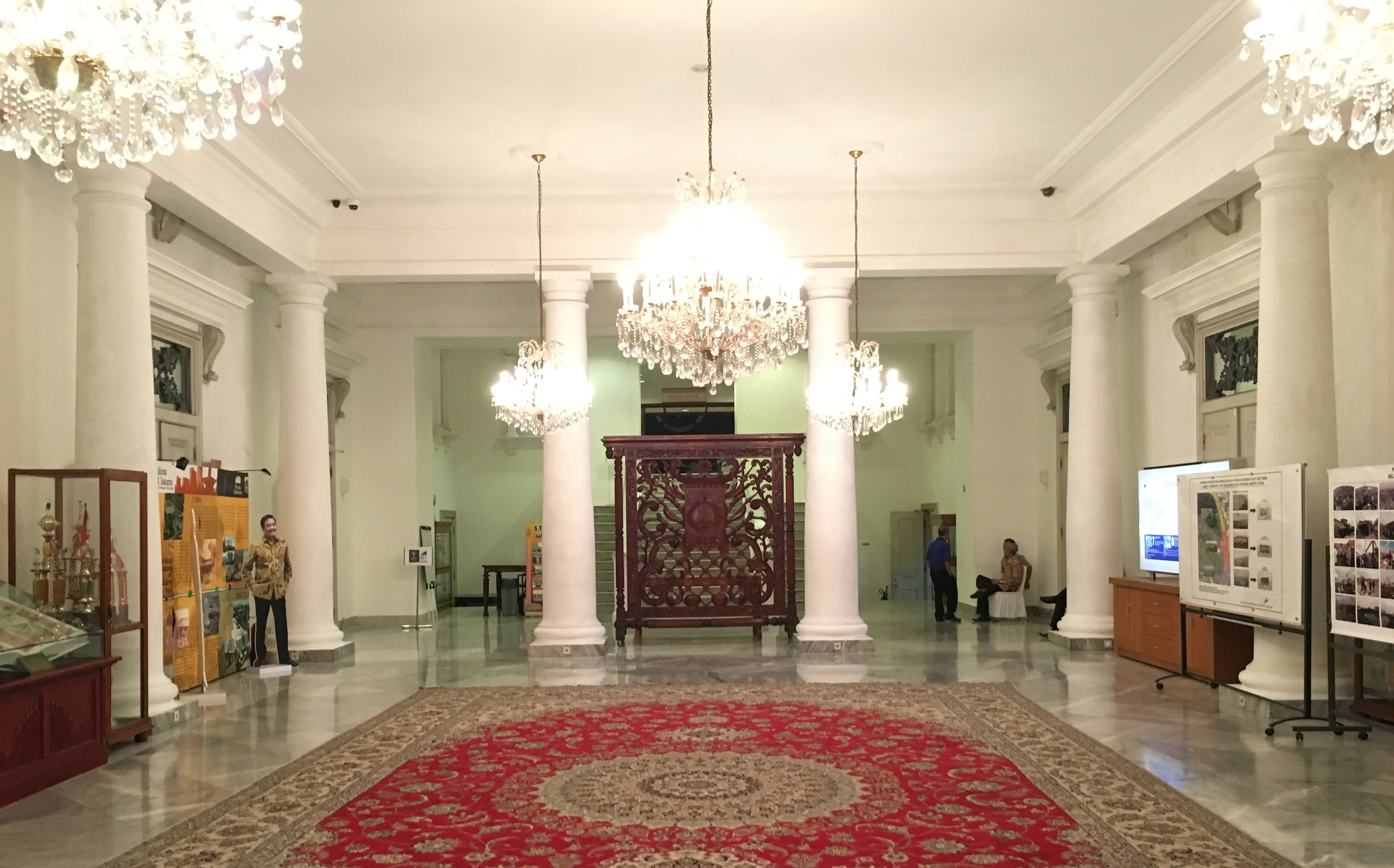
El interior del edificio del Ayuntamiento en el número 8, la oficina del Gobernador, se abrió al público durante el mandato del Gobernador Basuki Tjahaja Purnama.

Durante el mandato del gobernador Basuki Tjahaja Purnama, el edificio colonial del ayuntamiento en el número 8 se abrió al público el 12 de septiembre de 2015. Los visitantes también pueden ver una variedad de películas indonesias que se proyectan todos los fines de semana en el Great Hall Building.